# Ялинка (Словаччина)
Ялинка місц. назва Ялинкы (словац. Jedlinka) — село в Словаччині, Бардіївському окрузі Пряшівського краю. Розташоване в північно-східній частині Словаччини, в північній частині Низьких Бескидів, в долині правосторонньої притоки Ондави.
Вперше згадується у 1567 році.
В селі є дерев'яна греко-католицька церква Покрови Пресвятої Богородиці з 1763 р. в стилі бароко, культурна пам'ятка національного значення. В церкві є літургійні книги із 17 ст. надруковані кирилицею у Львові та інших українських містах.

## Населення
| Рік:            | 1993 | 2003     | 2013    | 2023    |
| --------------- | ---- | -------- | ------- | ------- |
| Кількість осіб: | 109  | 82       | 87      | 83      |
| Різниця:        |      | -24,77 % | +6,09 % | -4,59 % |

| Рік:            | 2022 | 2023 |
| --------------- | ---- | ---- |
| Кількість осіб: | 83   | 83   |
| Різниця:        |      | +0 % |

В селі проживає 75 осіб.
Національний склад населення (за даними останнього перепису населення — 2001 року):
- словаки — 65,12%
- русини — 33,72%
- українці — 1,16%

Склад населення за приналежністю до релігії станом на 2001 рік:
- православні — 48,84%,
- греко-католики — 34,88%,
- римо-католики — 9,30%,
- протестанти — 1,16%,
- не вважають себе віруючими або не належать до жодної вищезгаданої церкви — 1,16%